# Růžena Fikejzlová-Baumová

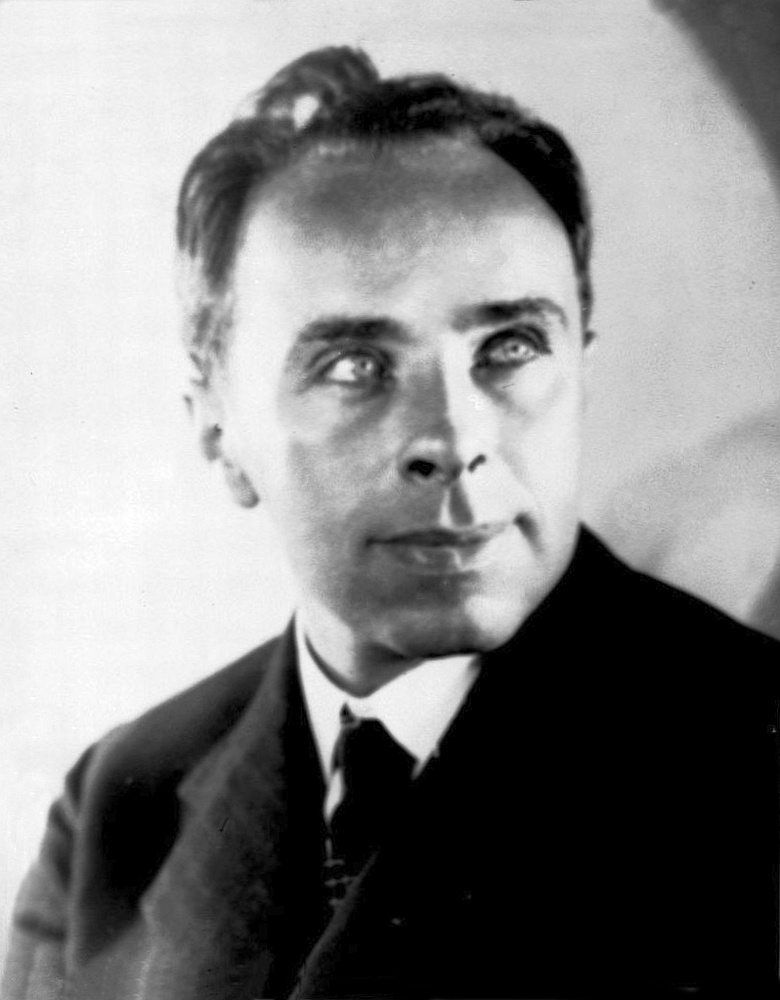
Manžel Jiří Baum

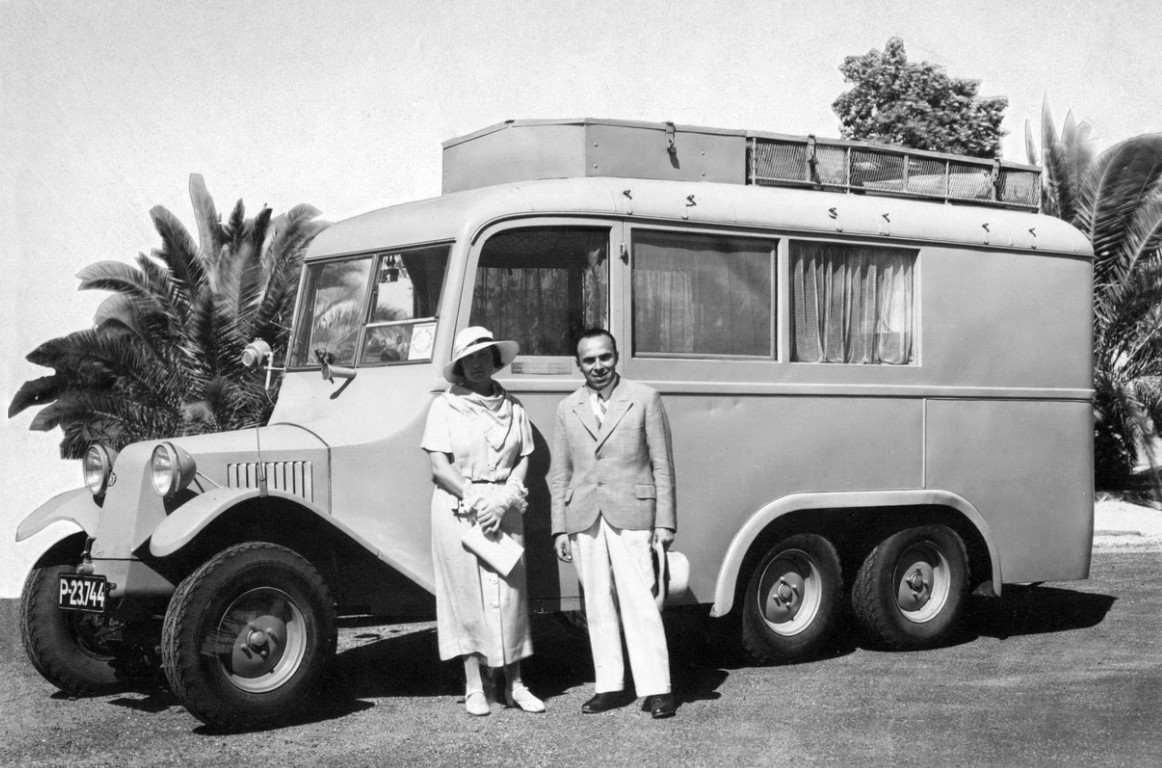
Jiří Baum s manželkou Růženou před svou expediční Tatrou 72

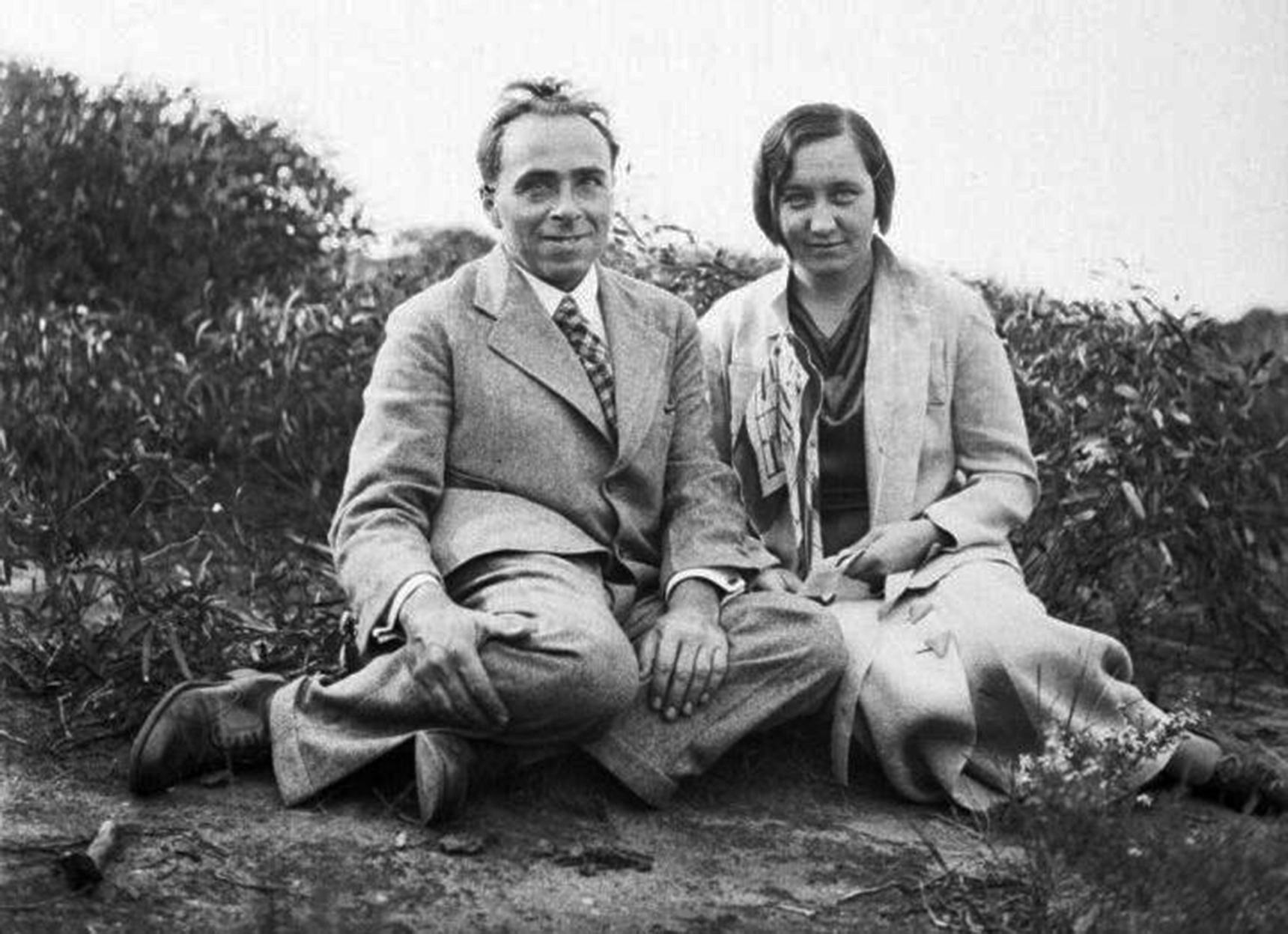
Jiří Baum s manželkou Růženou na cestách (30. léta 20. století)

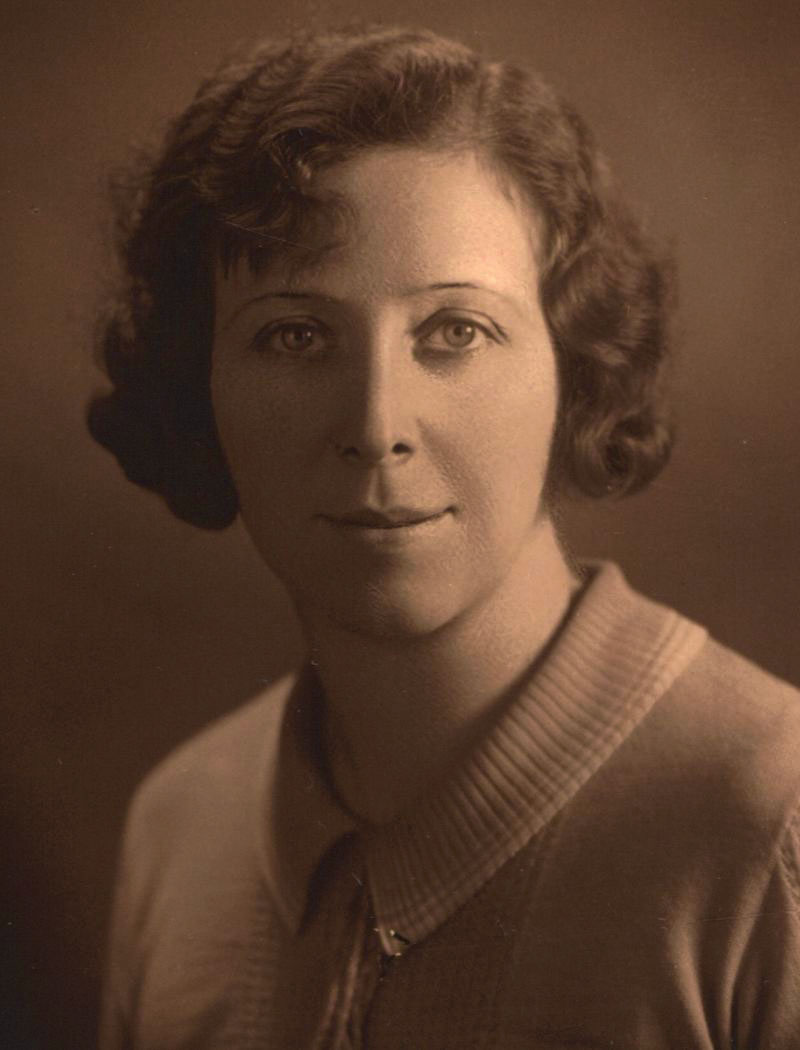
Sestra Jiřího Bauma: Anna Pollertová

Růžena Fikejzlová-Baumová (respektive Růžena Baumová, rozená Fikejzlová) (23. září 1900 Bělá u Luže – 16. července 1975 Praha) byla původním povoláním účetní. Po sňatku s českým zoologem, cestovatelem a spisovatelem Jiřím Baumem se stala cestovatelkou, fotografkou a autorkou cestopisů.

## Život

### Před nastolením protektorátu
Růžena Baumová (rozená Fikejzlová) se narodila 23. září 1900 v Bělé u Luže. Po dokončení studia na obchodní škole v Chrudimi (v letech 1915 až 1917) našla práci jako účetní v pražském velkoobchodu. Její budoucí manžel Jiří Baum se s Růženou Fikejzlovou seznámil ještě před svojí africkou cestou (na začátku 30. let 20. století) na jazykových kurzech španělštiny ve Španělském klubu. Růžena měl ráda cestování a se svojí kamarádkou měla již zcestované některé evropské země. Během Boumovo cesty po Africe s ním udržovala korespondenční kontakt. Po návratu Jiřího Bauma do Československa se 17. června 1932 za něj Růžena vdala. Od roku 1933 tak Růžena provázela svého manžela na některých jeho zahraničních expedicích (zajišťovala fotografování) a po návratu z nich mu pomáhala při shromažďování vědeckého materiálu, jeho zpracování a pořizování doprovodné fotodokumentace. Po druhé světové válce se zasloužila o vydání mnoha jeho knih. Sama se postupně stala cestovatelkou a autorkou vlastních cestopisů.
Nejvíce cest podnikli manželé Baumovi ve 30. letech 20. století. Na jejich sklonku (v letech 1938 až 1939) se uskutečnila poslední zahraniční cesta manželů Baumových. Ta vedla do Afriky, kterou projížděli ve své obytné Tatře 72. Jejich cesta začínala v Terstu, vedla kolem východního pobřeží a končila v jihoafrickém přístavu Durban. O zabrání pohraničních Sudet ve své vlasti se dozvěděli v Africe. Pro cestu zpět do vlasti použili zastávkovou italskou loď, na které během plavby strávili 70 dní. Do Prahy se vrátili 13. března 1939 (pouhé dva dny před nastolením protektorátu).

### V Protektorátu Čechy a Morava
Po vyhlášení Protektorátu Čechy a Morava (15. března 1939) se manželé Baumovi zapojili do protiněmeckého odporu. Klíčovým momentem byl fakt, že Růžena i Anna Pollertová (sestra Jiřího Bauma) byly aktivní ještě před druhou světovou válkou v Ženské národní radě. Tady se seznámily s JUDr. Miladou Horákovou a odtud vedla jejich cesta do levicové odbojové skupiny RU-DA. Anna Pollertová se stala významnou tajemnicí odbojové skupiny Petiční výbor Věrni zůstaneme (PVVZ) a spojkou mezi PVVZ a dalšími odbojovými organizacemi. Podporoval odboj vlastními finančními prostředky a svůj byt propůjčovala ke konspiračním schůzkám.
Ilegální činnost se odehrávala i v bytě Jiřího a Růženy Baumových v pražské Přemyslovské ulici, kde se na psacím stroji rozmnožovaly ilegální tiskoviny a s pomocí vybavení cestovatelské fotografické laboratoře se prováděly fotografické práce pro odboj. Navzdory zásadám konspirace se některé dokumenty dokonce předávaly ve výtahu v domě, kde Baumovi bydleli. Anna Pollertová byla zatčena 21. října 1941. 
V roce 1941 se v Praze manželům Baumovým narodil syn Petr Baum (* 19. listopadu 1941). Jiří Baum byl zatčen na udání „českým jménem“ (z rasových důvodů, nikoliv pro odbojovou práci) dne 10. června 1943.

### Po druhé světové válce
Růžena Baumová se synem Petrem přečkali poslední týdny druhé světové války (i pražské květnové povstání 1945) v provizorním bytě na pražském Spořilově. Následně se přestěhovali do spořilovského domu na adrese Jihozápadní III, č. 1175, který obývali několik let. V prvních poválečných letech až do roku 1948 vydávala Růžena Baumová jednak knihy svého manžela Jiřího, jednak i své vlastní, kde zachytila cestovatelské zážitky z putování po Japonsku a Austrálii (Austrálie očima ženy, Praha 1941; Japonsko očima ženy, Praha 1941). Po roce 1948 žila ze skromného důchodu. Svoje celoživotní cestovatelské zážitky využívala v přednáškách a rozhlasových relacích. Růžena Baumová zemřela 16. července 1975 v Praze.

## Petr Baum
Syn Petr Baum se stal po druhé světové válce strojním inženýrem se specializací na zemědělské stroje a získal na rok práci ve výzkumném ústavu. Potom využil nabídku stabilizačního bytu a odešel do Neratovic, kde pracoval ve Spolaně. Dne 20. srpna 1968 se oženil s čerstvou absolventkou konzervatoře Marií Knotkovou z Ústí nad Orlicí. Marie Baumová pracovala po svatbě v Lomnici nad popelkou. Později se oba manželé dali na kantorskou dráhu: Petr Baum učil v Betlémské ulici a Marie Baumová v Lidové škole umění. V roce 1973 se manželům Petrovi a Marii Baumovým narodil syn Jiří a v roce 1975 dcera Jana. V roce 1985 celá rodina Baumových i s dětmi emigrovala do Austrálie. Tam získal Petr místo na soukromé škole v Sydney jako učitel.

## Publikační činnost
- FIKEJZLOVÁ, Růžena. Abdalova dobrodružná cesta: dobrodružná cesta malajského hocha. V Praze: Vesmír, 1940; 195 stran + 5 stran. První vydání knihy Jiřího Bauma Abdalova dobrodružná cesta vyšlo v době německé persekuce pod pseudonymem Růžena Baumová.[1]
- FIKEJZLOVÁ, Růžena. Australie očima ženy. Praha: Česká grafická Unie, 1941. 129 stran + [III] stran příloh; Cestou - necestou; svazek XIX.
- FIKEJZLOVÁ, Růžena. Japonsko očima ženy. Praha: Česká grafická Unie, 1941. 171 stran + 20 stran obrazových příloh; Cestou - necestou; svazek 20.
- BAUM, Jiří. (doslov: FIKEJZLOVÁ, Růžena). Kolem zeměkoule. První vydání. Praha: Mladá fronta, 1956. 247 stran, 1 složená mapa. Globus; svazek 22.
- BAUM, Jiří. (fotografie: FIKEJZLOVÁ, Růžena). Stepí a pralesem. Druhé upravené vydání, v SNDK první. Praha: Státní nakladatelství dětské knihy, 1960. 206 stran, 48 nečíslovaných stran obrazových příloh. Daleké kraje; svazek 22.